# ガエタノ・ブレーシ

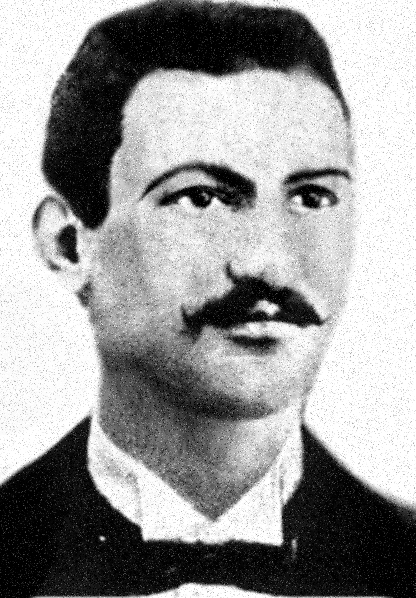
ガエターノ・ブレーシ

ガエタノ・ブレーシ（Gaetano Bresci, 1869年11月11日 - 1901年5月22日）は、イタリア国王ウンベルト1世を{暗殺したイタリア系アメリカ人の無政府主義者。

## 略歴
ブレーシはトスカナで生まれた。彼はイタリアからアメリカ合衆国へ移住し、ニュージャージー州パターソンで織り手として働いた。パターソンでは当時イタリア系アメリカ人の無政府主義者が大きなコミュニティを形成していた。ブレーシはパターソンで刊行されたイタリア語の無政府主義新聞「la Questione Sociale」の創立者のうちの一人であった。
1898年、パン価格の高騰がイタリア各所でのデモに結びつく。ミラノではデモ隊の群衆が宮殿に向かって行進を始めたが、バヴァ・ベッカリス将軍指揮下の軍隊によって包囲された。群衆は解散命令を無視し、ベッカリスは群衆への砲撃を指示し多数の市民が死亡した。国王ウンベルト1世は後にベッカリスを褒め称え、「王宮を勇敢に防衛した」として勲章を与えた。ブレーシはその出来事からウンベルト1世の暗殺を決意した。彼は「la Questione Sociale」紙への借金を、同僚には理由も言わずに返済し、イタリアへ渡った。彼は1900年7月29日、モンツァを訪れていたウンベルト1世を3回銃撃した。
ウンベルト1世暗殺後、ブレーシは捕らえられ裁判にかけられた。裁判で彼は無政府主義者の弁護士、フランチェスコ・サヴェリオ・マーリノによって弁護された。判決はミラノで1900年8月29日に下され、ヴェントテーネ島のサント・ステファノ刑務所で重労役に服することとなった。同刑務所は多数の無政府主義者がこの数年に渡って収監されていた。1年足らずの後、彼は監獄で死んでいるのが発見された。死因は自殺によるものとされたが、看守によって殺害されたと考えられている。